# Enid (namn)
Enid är ett walesiskt kvinnonamn som betyder liv.
Den 31 december 2014 fanns det totalt 187 kvinnor folkbokförda i Sverige med namnet Enid, varav 80 bar det som tilltalsnamn.
Namnsdag: saknas

## Personer med namnet Enid
- Enid Blyton, brittisk författare
- Enid Yandell, amerikansk skulptör